# Bidi

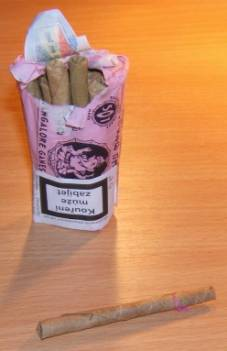
Maço de bidis

Bidi é um tipo de cigarro prensado em folhas secas de tendu (Diospyros melanoxylon) ou apta (Bauhinia racemosa). É bastante utilizado no Sudeste Asiático. Origina-se do subcontinente indiano. O nome é derivado da palavra Marwari beeda - uma mistura de nozes de betel, ervas e especiarias envoltas em uma folha. É um método tradicional de uso de tabaco em todo o sul da Ásia e partes do Oriente Médio, onde os bidis são populares e baratos. Na Índia, o consumo de bidi supera os cigarros convencionais, representando 48% de todo o consumo de tabaco indiano em 2008.